# Rekowski IV
Rekowski IV (Styp-Rekowski, Księżyc odmienny) – kaszubski herb szlachecki, wedle Przemysława Pragerta odmiana herbu Księżyc.

## Opis herbu
Opis z wykorzystaniem zasad blazonowania, zaproponowanych przez Alfreda Znamierowskiego:
W polu błękitnym półksiężyc z twarzą srebrny, nad którym trzy gwiazdy złote w pas. Klejnot: nad hełmem w koronie trzy pióra strusie, srebrne między błękitnymi. Labry błękitne, podbite srebrem.

## Najwcześniejsze wzmianki
Herb znany z prac Ledebura (Adelslexikon der preussichen monarchie von...), Wincklera (Die nationalitaten Pomerellens, jako Styp), Nowy Siebmacher (jako Rekowski III i Rekowski I), Ostrowskiego (Księga herbowa rodów polskich, jako Rekowski III), Żernickiego (Die polnischen Stamwappen) oraz badacza dziejów rodu, Rekowskiego-Wotocha.

## Rodzina Rekowskich
Rekowski to jedno z najbardziej znanych nazwisk kaszubskich. Pochodzi od wsi Rekowo. Wieś ta była od początku własnością odrębnych rodzin, które przyjmowały następnie wspólne nazwisko odmiejscowe. Wedle dokumentu z 1638, powołującego się na przywilej z 1528, w Rekowie siedziały rody: Wotoch, Stip, Dorzik, Mrozik oraz Fritz (Fritze, Friz). W XVIII-XIX wieku dzielili się na linie: Wantochów (Wotochów), Stypów, Wryczów (Wrycza) i Gynzów (Günz). Herb Rekowski IV to jeden z trzech herbów skojarzonych z linią Stypów.

## Herbowni
Rekowski (Reckowski, Reckowsky, Rekoskie, Rekowsky) z przydomkiem Styp (Stiep, Stip, Stipp, Stypen).
Zarówno Rekowscy bez przydomka jak i Stypowie, notowani byli z szeregiem innych herbów. Pełna lista w haśle Rekowski.